# Zwergspitzhörnchen
Das Zwergspitzhörnchen (Tupaia minor) kommt mit vier Unterarten in Südostasien vor. Tupaia minor minor, die Nominatform lebt auf Borneo, Pulau Banggi und Pulau Balambangan, Tupaia minor humeralis kommt auf Sumatra vor, Tupaia minor malaccana lebt auf der Malaiischen Halbinsel und Tupaia minor sincipis ist auf Singkep endemisch.

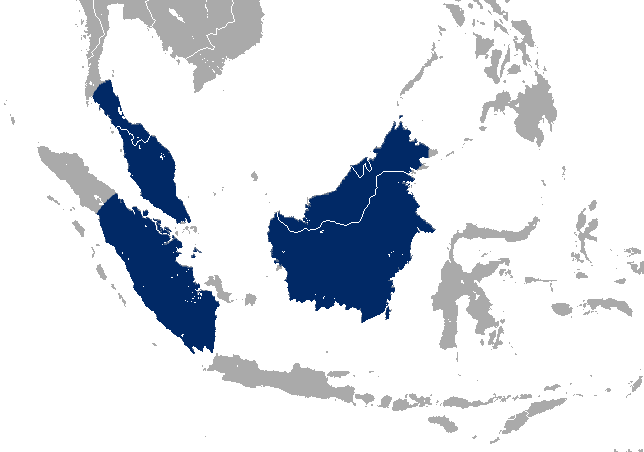
Das Verbreitungsgebiet des Zwergspitzhörnchens

## Merkmale
Das Zwergspitzhörnchen ist mit einer Kopf-Rumpf-Länge von 11 bis 14 cm und einer Schwanzlänge von 13,5 bis 17,5 cm und einem Gewicht von 35 bis 80 g eine der kleinsten Arten der Spitzhörnchen. Die Ohren sind 8 bis 14 mm hoch und die Länge des Hinterfußes liegt bei 29 bis 33 mm. Das Fell der Tiere ist hellbraun, der lange Schwanz ist oft dunkler, vor allem bei der Nominatform. Der Schulterstreifen ist elfenbeinfarben und deutlich ausgeprägt. Der Bauch ist elfenbeinfarben bis hell bräunlich. Der Schädel ist klein, die Schnauze ist relativ kurz. Die Krallen an Vorder- und Hinterfüßen sind in Anpassung an die arboreale (baumbewohnend) Lebensweise gebogen.

## Lebensweise
Das Zwergspitzhörnchen lebt in Tieflandregenwäldern, in Torfsümpfen (siehe Torfmoorwälder von Borneo), in Plantagen und Mischwäldern mit Flügelfruchtgewächsen bis in Höhen von 1700 Metern. Es ist tagaktiv und baumbewohnend (arboreal). Die Tiere wurden jedoch auch schon auf dem Erdboden in mit Ködern bestückten Fallen gefangen. Es ernährt sich vor allem von Insekten und Früchten, z. B. Feigen und die Früchte von Jungfernreben (Parthenocissus) und Myrsinengewächsen (Myrsinoideae). Bei der Nahrungssuche werden oft lebende und vertrocknete Blätter von Lianen nach Wirbellosen abgesucht. Scharen von Vögeln verschiedener Arten wurden dabei beobachtet, das sie Insekten fingen, die vor den Spitzhörnchen flohen. Weibchen bekommen in der Regel zwei Jungtiere pro Wurf. Auf Borneo wurden trächtige Weibchen in den Monaten September und Mai gefangen.

## Gefährdung
Das Zwergspitzhörnchen wird von der IUCN als ungefährdet (least concern) angesehen. Sein Verbreitungsgebiet ist relativ groß allerdings stark von Entwaldung betroffen. Nach einem Kahlschlag wird der nachwachsende Sekundärwald wieder besiedelt sobald Kletterpflanzen in ausreichender Zahl nachgewachsen sind.